# Cacaduul incașilor
Cacaduul incașilor sau cacatua leadbearti trăiește în pădurile din Australia,Celebes. Penaj alb pe spate și coadă: în rest roz cu alb. Pe cap are un moț de pene roșii, albe și galbene. Se hrănește cu fructe și semințe. Are 40 cm înălțime.